# Ernő Hetényi
Ernő Hetényi (13 février 1912 à Budapest Hongrie – 17 septembre 1999 à Budapest) est un écrivain hongrois, journaliste, orientaliste et auteur de plusieurs livres et articles sur le Tibet et le bouddhisme.

## Biographie
Hetényi, docteur en droit, est devenu bouddhiste à l'âge de 24 ans. En 1936, à la suite d'un voyage en Italie, il rencontre le célèbre moine kagyüpa d'origine allemande Lama Anagarika Govinda (1898- 1985). Hetényi choisit d'être ordonné dans l'ordre Arya Maitreya Mandala. Ses travaux portent sur la littérature bouddhique, en particulier sur l’œuvre de Sándor Kőrösi Csoma. Sa femme, Eva Ferenczi, docteur de l'université de Budapest, devient professeur de langue tibétaine dans le cadre de l'Institut de bouddhologie Csoma de Körös (Kőrösi Csoma Sándor Buddhológiai Intézet) fondé en 1956 par Ernő Hetényi.
Hetényi était un proche collaborateur de Rudolf Petri. En février 1986, Hetényi est allé représenter la Hongrie au congrès bouddhique international de Vientiane en la compagnie de l'orientaliste Géza Bethlenfalvy.

## Œuvres
- Kőrösi Csoma Sándor dokumentáció, Budapest 1982,  (ISBN 9789630006385)
- Alexander Csoma de Körös. The Hungarian Bodhisattva. Budapest 1984
- A Változás Könyve. Háttér 1989,  (ISBN 9789637403361)
- Tibeti Halottaskönyv. Hatter Kiado 1991,  (ISBN 978-9637455339)
- Tibeti tanítók titkos tanításai. Trivium Kiadó 1996,  (ISBN 9789637570100)